# Trachinus

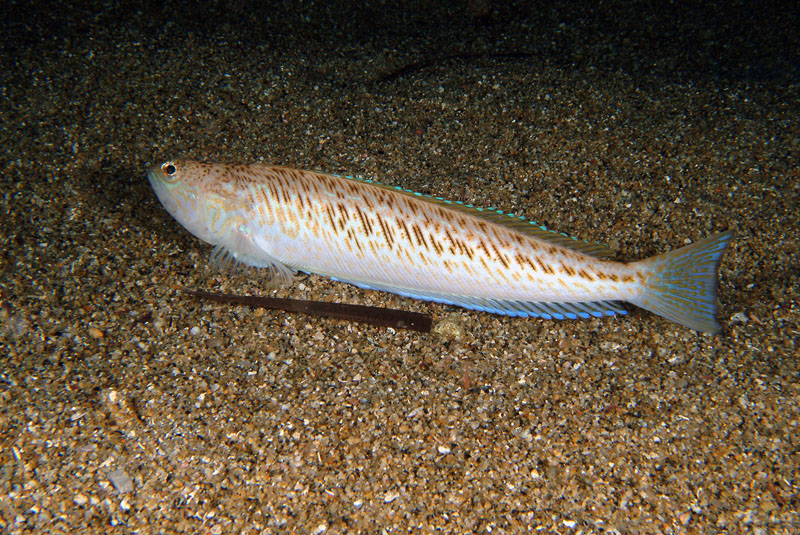
Trachinus draco

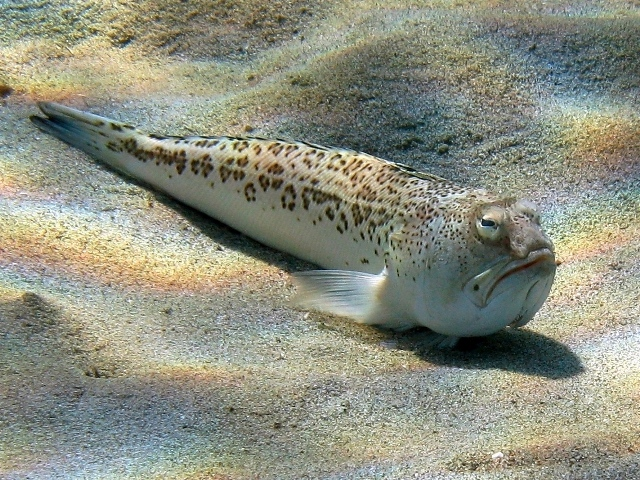
Trachinus radiatus

Trachinus è un genere di pesci ossei marini appartenenti alla famiglia Trachinidae noti complessivamente in italiano come tracine o pesci ragno.

## Distribuzione e habitat
Tutte le specie del genere sono diffuse nell'Oceano Atlantico orientale tranne T. cornutus presente lungo le coste pacifiche del Cile. Nel mar Mediterraneo vivono le specie T. araneus, T. draco e T. radiatus.
Sono pesci tipici di fondi sabbiosi ed acque poco profonde del piano infralitorale, alcune specie possono raggiungere il piano circalitorale superiore. Si infossano nel sedimento e attendono la preda immobili.

## Veleno
Tutte le specie sono dotate di spine velenose sulla prima pinna dorsale e sull'opercolo branchiale in grado di infliggere punture molto dolorose.

## Tassonomia
La specie Echiichthys vipera talvolta viene attribuita a questo genere con il nome di Trachinus vipera.

## Specie
- Trachinus araneus
- Trachinus armatus
- Trachinus collignoni
- Trachinus cornutus
- Trachinus draco
- Trachinus lineolatus
- Trachinus pellegrini
- Trachinus radiatus